# Aprendiz de Jedi
Aprendiz de Jedi es una serie formada por dieciocho libros más dos especiales, publicada por la editorial angloamericana juvenil Scholastic, desde 1999 hasta 2002, y basada en el universo ficticio de Star Wars. En español la serie ha sido íntegramente publicada por Alberto Santos Editor desde 2001 a 2005. Toda la serie ha sido publicada por la escritora Jude Watson, exceptuando la primera, escrita por Dave Wolverton.

## Argumento
La serie, encauzada en trilogías o bilogías dentro de la misma, narra con detalle el arco comprendido entre los 13 y los 17 años de adolescencia de Obi-Wan Kenobi.
La serie no solo da una amplia perspectiva de la relación entre Padawan y Maestro, sino de la vida diaria de un Jedi de las precuelas de Star Wars, de cómo era la República Galáctica antes de que la inundase la corrupción.

## Lista de novelas
1. El resurgir de la Fuerza
2. El rival oscuro
3. El pasado oculto
4. La marca de la corona
5. Los defensores de los muertos
6. Sendero desconocido
7. Cautivos del Templo
8. Ajuste de cuentas
9. La lucha por la verdad
10. El fin de la paz
11. Caza letal
12. Experimento maligno
13. Rescate peligroso
14. Lazos que atan
15. Muere la esperanza
16. La llamada de la venganza
17. El único testigo
18. La amenaza interior
19. Traiciones
20. Los discípulos